# Luftlandegeschwader 2
2-га десантно-транспортна ескадра (нім. Luftlandegeschwader 2 (LLG 2) — спеціальна планерна транспортна ескадра Люфтваффе часів Другої світової війни.

## Історія
2-га десантно-транспортна ескадра заснована у квітні 1942 року у Пархімі шляхом розгортання штабу ескадри та однієї групи. 18 червня 1942 року в Позені з частин 2-ї додаткової групи (S) була сформована ІІ група. 9 вересня 1944 року ескадра складалася з наступних типів літаків:
- штаб He 111 і Go 242
- I. група He 111 і Go 242, включаючи 9 He 111 Z
- II. група He 111 і Go 242

У січні 1943 року I. група прибула до Сталіно і Запоріжжя на південний фланг німецько-радянської війни. Пілоти ескадри здійснювали постачання оточеним німецьким військам у Сталінградському «мішку». З лютого по квітень 1943 року частина діяла з кримського аеродрому в Багерове.
У квітні 1943 року I. група разом зі штабом ескадри передислокувалася на авіабазу Нансі в окупованій Франції. У червні 1943 року ескадру розформували, а I./LLG 2 до вересня 1944 року залишалася на різних аеродромах у Франції як окрема планерна транспортна група, перш ніж її також було остаточно розформовано. Решта колишніх членів ескадрильї використовувалися на землі в останніх боях війни.
У вересні 1942 року II. група була розформована, за винятком 5-ї ескадрильї. 5-та ескадрилья LLG 2 залишилася окремою ескадрильєю з позначенням 5./LLG 2. У жовтні 1942 року її перекинули до Харкова на південь Східного фронту. У листопаді 1942 року перевели на авіабазу Олсуф'єво, де вона залишалася до грудня 1942 року та в період між травнем і серпнем 1943 року. У жовтні 1943 року 5./LLG 2 була переформована на 3-ю ескадрилью 3-ї буксирної авіагрупи.

## Командування

### Командири
- оберстлейтенант Ріхард Купшус (нім. Richard Kupschus) (квітень 1942 — червень 1943).

### Командири I./LLG 2
- Майор Вальтер Мюнтер (нім. Walter Münter) (квітень — вересень 1942);
- Майор Вернер Ріхерс (нім. Werner Richers) (вересень 1942 — 4 травня 1943);
- Майор Вальтер Кроворш (нім. Walter Kroworsch) (5 травня 1943 — червень 1944);
- Майор Арнольд Віллердінг (нім. Arnold Willerding) (червень — вересень 1944).

### Командири II./LLG 2
- Гауптман Альберт Сновадскі (нім. Albert Snowadzki) (червень — вересень 1942).

## Основні райони базування 2-ї десантно-транспортної ескадри

### Основні райони базуванняштабуLLG 2
| квітень — жовтень 1942      | Пархім   | He 111/Go 244/Go 242 |
| жовтень 1942 — квітень 1943 | Лехфельд | He 111/Go 242        |
| квітень — червень 1943      | Нансі    | He 111/Go 242        |

### Основні райони базування I./LLG 2
| березень — 1 жовтня 1942      | Пархім   | He 111/Go 242/DFS 230 |
| 1 жовтня 1942 — 17 січня 1943 | Лехфельд | He 111/Go 242         |
| 17 січня — квітень 1943       | Багерове | He 111/Go 242         |
| квітень — травень 1943        | Нансі    | He 111/Go 242         |
| травень — липень 1943         | Оранж    | He 111/Go 242         |
| липень — вересень 1943        | Істр     | He 111/Go 242         |
| вересень 1943 — червень 1944  | Агено    | He 111/Go 242         |
| червень — 9 вересня 1944      | Нансі    | He 111/Go 242         |

### Основні райони базування II./LLG 2
| червень — жовтень 1942      | Позен              | He 111/Go 242 |
| жовтень — листопад 1942     | Харків             | He 111/Go 242 |
| листопад — грудень 1942     | Олсуф'єво          | He 111/Go 242 |
| грудень 1942 — травень 1943 | Орша               | He 111/Go 242 |
| травень — серпень 1943      | Олсуф'єво/Брянськ  | He 111/Go 242 |
| серпень — жовтень 1943      | Бобруйськ/Білосток | He 111/Go 242 |